# Abdelmoumen Sifour
Abdelmoumen Sifour est un footballeur algérien né le 3 mars 1998 à Bir Mourad Raïs. Il évolue au poste de Gardien de but à l'USM Alger.

## Biographie
Formé à l'USM Alger où il fait ses débuts en 2018 et après un passage au RC Arbaâ, Abdelmoumen Sifour revient dans son club formateur à l'été 2023.